# Goniostemma
Goniostemma és un gènere que pertany a la família de les apocinàcies amb dues espècies de plantes fanerògames. És originari d'Àsia. Es troben en els boscos de la Xina i l'Índia.

## Descripció
Són enfiladisses amb les fulles de 6-9 cm de llarg i 2,5-4 cm d'ample, herbàcies o coriàcies, el·líptiques a oblongues, basalment arrodonides. L'àpex és agut, i les fulles per sota són glabres.
Les inflorescències són axil·lars, normalment dos per node, amb moltes flors, pubescents amb tricomes de color vermellós.

## Taxonomia
- Goniostemma acuminata Wight
- Goniostemma punctatum Tsiang i P.T.Li